# Canal Street (stacja metra)
Canal Street – stacja metra nowojorskiego, na linii 4, 6, J, N, Q, R i Z. Znajduje się w dzielnicy Manhattan, w Nowym Jorku i zlokalizowana jest pomiędzy stacjami Spring Street, Bowery, Prince Street oraz Chambers Street, City Hall i DeKalb Avenue. Została otwarta 27 października 1904.